# Шкурлатовское месторождение гранита
Шкурлатовское месторождение гранита — месторождение гранита в Павловском районе Воронежской области. Крупнейшее месторождение гранита в Европе. Расположено возле посёлка Шкурлат 3-й, в 12 км к юго-востоку от Павловска.
Разведано в 1959—1960 годах Воронежской геологоразведочной экспедицией. Эксплуатируется с 1975 года. В настоящее время разрабатывается АО «Павловск Неруд» (исследованный объем запасов 613,5 млн. м³).
От месторождения до станции Бутурлиновка проложена ветка железной дороги (ЮВЖД), по которой осуществляется перевозка и доставка щебня, твердого топлива и другого сырья.